# 930 a.C.

## Eventos
- Nesta data é já registada a presença de povos Celtas na região da Gália.

Início do reinado de Roboão em Judá (começa em 930 a. C. e vai até 913 a.C.)

## Nascimentos
- Ágis I rei de Esparta, m. 900 a.C.

## Mortes
- Morre Eurístenes, rei de Esparta.

- Morre Salomão, rei de Israel.